# Azat Kubakaev
Azat Kubakaev (16 de enero de 1988) es un deportista kirguís que compitió en judo. Ganó una medalla de bronce en el Campeonato Asiático de Judo de 2009 en la categoría de –66 kg.

## Palmarés internacional
| Campeonato Asiático | Campeonato Asiático | Campeonato Asiático | Campeonato Asiático |
| Año                 | Lugar               | Medalla             | Categoría           |
| ------------------- | ------------------- | ------------------- | ------------------- |
| 2009                | Taipéi (Taiwán)     | Medalla de bronce   | –66 kg              |